# Селци
Селци (болг. Селци) — село в Болгарии. Находится в Пловдивской области, входит в общину Садово. Население составляет 500 человек.

## Политическая ситуация
В местном кметстве Селци, в состав которого входит Селци, должность кмета (старосты) исполняет Иван Димитров Колев (Порядок, законность и справедливость (РЗС)) по результатам выборов правления кметства.
Кмет (мэр) общины Садово — Марин Драганов Йосифов (инициативный комитет) по результатам выборов в правление общины.